# L'Auto rouge
L'Auto rouge est un téléfilm français réalisé par Jacques Krier en 1966.

## Synopsis
Paul (Paul Crauchet) travaille sans relâche jour et nuit pour s’offrir la grande auto rouge dont il rêve depuis longtemps. Mais les sacrifices à faire pour l’obtenir et les conséquences de cette obsession seront lourds pour lui, sa femme (Anne-Marie Bacquié) et sa fille (Micheline Muc).

## Distribution
- Paul Crauchet
- Anne-Marie Bacquié
- Micheline Muc